# Advent City
Advent City es una antigua localidad de la isla Spitzberg, en el archipiélago noruego de Svalbard.
A fines del siglo XVIII se descubrió hulla en Spitsbergen, en la ribera del Isfjorden. Debido al auge y exploración a lo largo de las costas del fiordo, aumentó el número de empleados de la mina, lo que propició el establecimiento de una localidad, próxima a los sitios de extracción. Y, es así que en 1904, se funda la pequeña localidad de Advent City, sobre las ribera norte del Adventfjorden, al que debe su nombre.
La creación en 1906 de Longyearbyen, justo al otro lado del fiordo y el agotamiento del mineral, dio inicio a su despoblamiento hasta convertirse en una ciudad fantasma.

## Otras localidades fantasma de Svalbard
- Pyramiden
- Grumantbyen
- Colesbukta

- Datos: Q2425120
- Multimedia: Advent City / Q2425120

1. ↑  Worldpostalcodes.org, código postal n.º 9171.